# Металлогалогенная лампа

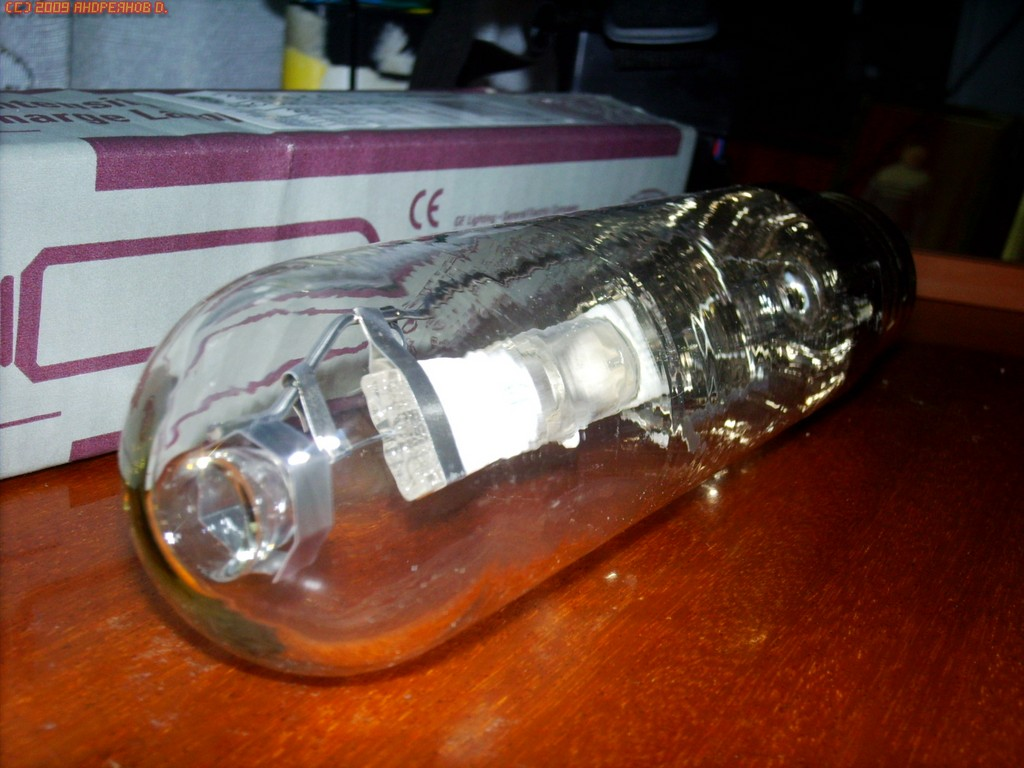
МГЛ мощностью 250 Вт компании General Electric

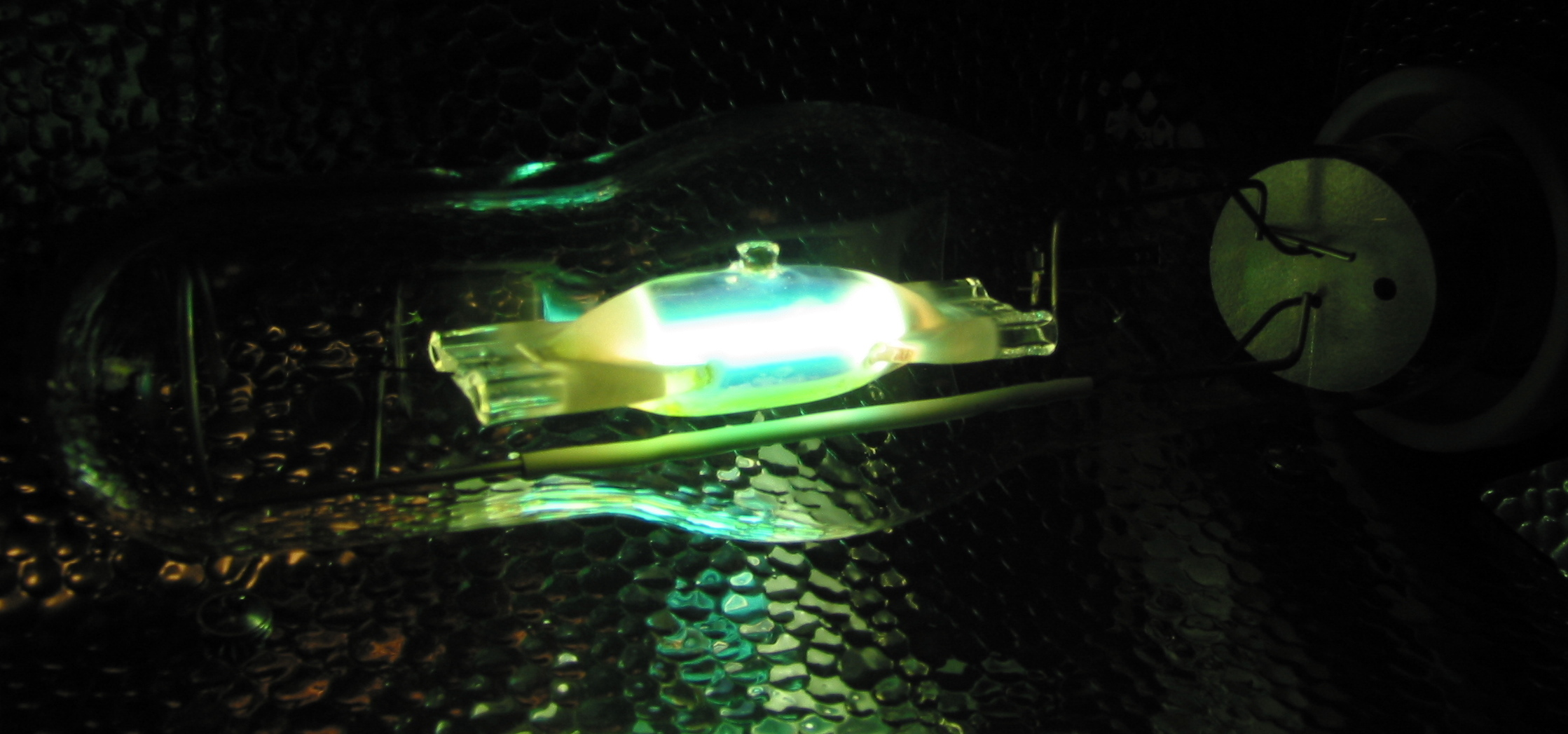

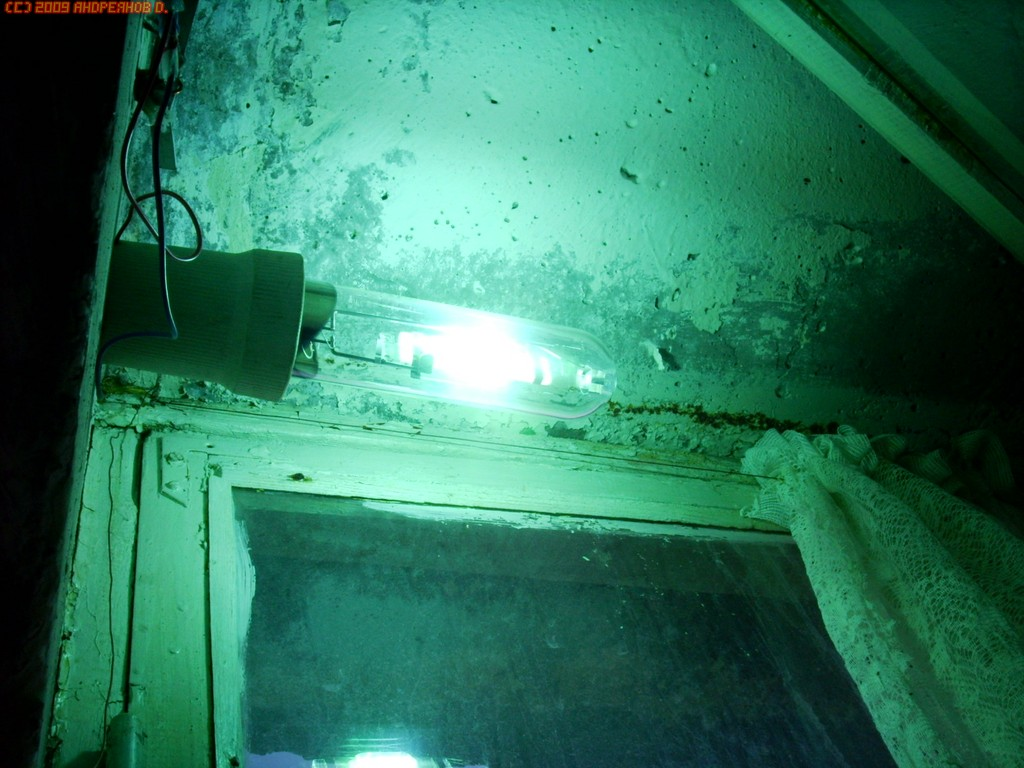
Лампа ДРИ 250 российского производства

Металлогалоге́нная ла́мпа (МГЛ) — один из видов газоразрядных (газосветных, то есть не люминесцентных) ламп (ГРЛ) высокого давления. Отличается от других ГРЛ тем, что для коррекции спектральной характеристики дугового разряда в парах ртути в горелку МГЛ дозируются специальные излучающие добавки (ИД), представляющие собой галогениды некоторых металлов. Существуют также металлогалогенные лампы со ртутно-ксеноновой газовой средой, лампы такого типа применяются в автомобильных фарах как компактные и очень мощные источники света. Такие лампы называют "ксеноновыми", однако корректно было бы название "ртутно-ксеноновая металлогалогенная лампа"

## Терминология
До середины 1970-х гг. в отечественной светотехнике применялся термин «металлогалоидная лампа», что было обусловлено наименованием химических элементов VII группы периодической системы — «галоиды». В химической номенклатуре было признано неправильным использование этого термина, поскольку «галоид» в буквальном переводе с греческого — «солеподобный», и в повсеместное употребление вошло слово «галоген» — буквально «солерод», указывающее на высокую химическую активность этих веществ и образование в реакциях с ними солей металлов. Поэтому в настоящее время применяется русскоязычный термин «металлогалогенная лампа», включённый в состав русской редакции Международного светотехнического словаря МКО. Использование словесных ка́лек с английского термина «metal halide lamp» («металлогалоидная», «металлогалидная») является недопустимым.

## Применение
МГЛ — компактный, мощный и эффективный источник света (ИС), находящий широкое применение в осветительных и светосигнальных приборах различного назначения. Основные области применения:
киносъёмочное освещение, утилитарное, декоративное и архитектурное наружное освещение, автомобильные фары (так называемые «ксеноновые», на деле же являются разновидностью металлогалогенных, буферная смесь газов - ксенон и пары ртути с добавлением источника первичной ионизации для облегчения зажигания дугового разряда - радиоактивного изотопа криптон-85 активностью около 1-2 КБк, что не представляет опасности для жизни и здоровья), осветительные установки (ОУ) промышленных и общественных зданий, сценическое и студийное освещение, ОУ для освещения больших открытых пространств (железнодорожные станции, карьеры и т. п.), освещение спортивных объектов и др. В ОУ технологического назначения МГЛ могут использоваться как мощный источник видимого и ближнего ультрафиолетового излучения. Компактность светящегося тела МГЛ делает их весьма удобным ИС для световых приборов прожекторного типа с катоптрической и катадиоптрической оптикой.

## Принцип действия

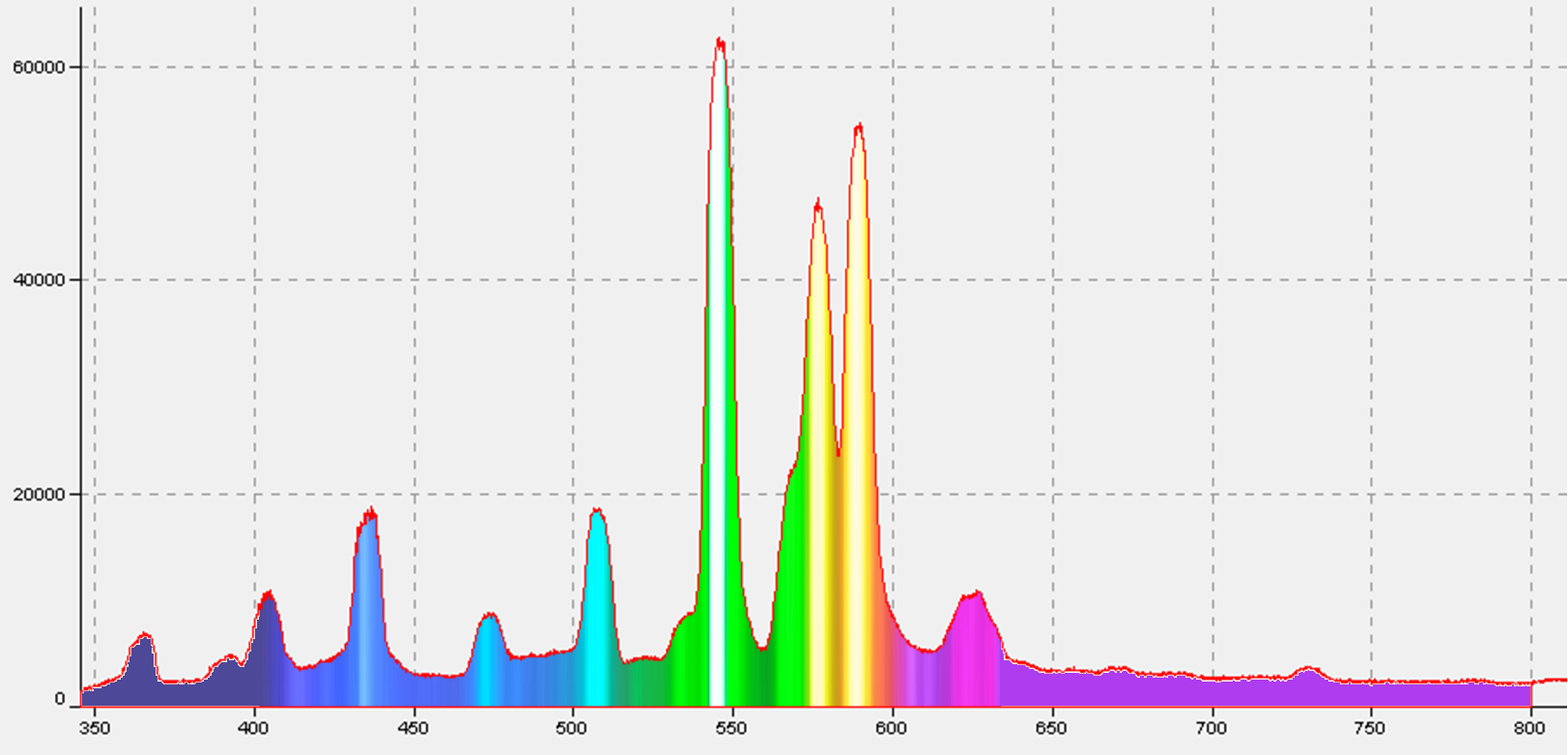
Спектр металлогалогенной лампы мощностью 175 Вт

Светящимся телом МГЛ является плазма дугового электрического разряда высокого давления. В этом МГЛ схожа с другими типами РЛ. Основным элементом наполнения разрядной трубки (РТ) МГЛ является инертный газ (как правило, аргон Ar) и ртуть Hg. Помимо них в газовой среде наполнения присутствуют галогениды некоторых металлов (излучающие добавки — ИД), обычно иодид натрия и иодид скандия. В холодном состоянии ИД в виде тонкой плёнки конденсируются на стенках РТ. При высокой температуре дугового разряда происходит прогрев стенок и испарение этих соединений, диффузия паров в область столба дугового разряда и разложение на ионы. В результате ионизированные атомы металлов возбуждаются и создают оптическое излучение (ОИ).
Основной функцией инертного газа, наполняющего РТ МГЛ, как и в других ртутных РЛ, является буферная, иными словами, газ способствует протеканию электрического тока через РТ при низкой её температуре, то есть в то время, когда большая часть ртути и, тем более, ИД, находятся ещё в жидкой или твёрдой фазе и парциальное давление их весьма мало и недостаточно для развития разряда. По мере прогрева РТ током происходит испарение ртути и ИД, в связи с этим существенно изменяются как электрические, так и световые параметры лампы — электрическое сопротивление РТ, световой поток и спектр излучения.
Выбор ИД производится таким образом, чтобы заполнить имеющиеся в спектре излучения ртути «провалы» с целью получения необходимого спектра лампы. Так, в МГЛ, используемых для целей общего и местного освещения, необходимо компенсировать недостаток красного и жёлтого света в спектре ртути. В цветных МГЛ необходимо повысить выход излучения в заданном узком спектральном диапазоне. Для МГЛ, используемых в фотохимических или фотофизических процессах, как правило, необходимо повысить интенсивность излучения в ближней ультрафиолетовой области (УФ-A) и непосредственно примыкающей к ней области видимого ОИ (фиолетовой).
Сам принцип действия МГЛ был предложен в 1911 г. Ч. Штейнмецом, хотя, проводя исторические аналогии, можно увидеть аналогию и в устройстве «ауэровских колпачков», применявшихся для повышения световой отдачи керосиновых и газовых источников света (ИС).
Как и другие виды РЛ, МГЛ нуждаются в применении специальных устройств для инициирования разряда. В качестве них применяют либо вспомогательные (зажигающие) электроды, в общем аналогичные по конструкции электродам ламп ДРЛ, либо предварительный подогрев одного из электродов до температуры термоэлектронной эмиссии, либо внешние импульсные зажигающие устройства (ИЗУ). Согласование параметров (вольтамперных характеристик, ВАХ) источника электропитания и лампы производится с помощью пускорегулирующего аппарата (ПРА), в обиходе называемого балластом.
Как правило, в качестве ПРА используется дроссель, иногда — повышающий трансформатор с повышенным магнитным рассеянием его ферромагнитного сердечника, обеспечивающим падающий характер его внешней ВАХ. В последнем случае зажигание разряда в МГЛ происходит под воздействием высокого напряжения холостого хода трансформатора без использования каких-либо иных зажигающих устройств.
Возможность широкого варьирования спектральных и электрических характеристик МГЛ, широкий диапазон мощностей и высокая световая отдача способствуют всё более широкому распространению их в различных осветительных установках. МГЛ является одним из наиболее перспективных заменителей ламп ДРЛ, а за счёт более благоприятного для восприятия человеком спектра излучения — и натриевых РЛВД (НЛВД).

## Конструкция
Основой МГЛ является РТ (горелка), обычно изготавливаемая из кварцевого стекла. В последние годы всё более широкое распространение получают МГЛ с РТ из специальной керамики. Преимуществом керамических горелок является их более высокая термостойкость.
В большинстве конструкций МГЛ горелка помещается во внешнюю колбу, играющую двоякую роль. Во-первых, внешняя колба обеспечивает нормальный тепловой режим РТ, уменьшая её теплопотери. Во-вторых, стекло колбы выполняет функции светофильтра, сильно обрезающего жёсткое УФ излучение горелки. Для изготовления внешних колб МГЛ используется боросиликатное стекло, механически и термически устойчивое, относящееся по температурному коэффициенту линейного расширения (ТКЛР) к группе вольфрамовых стёкол.
МГЛ, предназначенные для использования в технологических процессах, как правило, внешней колбы не имеют, что обусловлено необходимостью эффективного использования их УФ излучения. С целью уменьшения озонообразования иногда для таких МГЛ используют безозонное кварцевое стекло, значительно ослабляющее выход резонансной линии ртути 185 нм.
МГЛ могут изготавливаться в одно- и двухцокольном (софитном) исполнении (последние предназначены для работы только в горизонтальном положении). Номенклатура используемых цоколей чрезвычайно широка и постоянно расширяется в связи с разработкой новых моделей ламп, предназначенных для специфических условий применения. Некоторые модели ламп, в основном, предназначенные для замены ламп типа ДРЛ, имеют на внутренней стороне внешней колбы слой люминофора.
Для облегчения зажигания МГЛ в некоторых конструкциях РТ предусматривается установка одного или двух вспомогательных (зажигающих) электродов — аналогично конструкции ламп типа ДРЛ. Однако использование такого метода в МГЛ затруднено по ряду причин, обусловленным особенностями химического состава наполнения РТ. Как правило, в МГЛ, оснащённых зажигающим электродом, питание последнего отключается с помощью термоконтакта после зажигания в горелке основного разряда и её прогрева. Более широко применяется зажигание МГЛ с помощью ИЗУ.

## Схемы включения в электрическую сеть

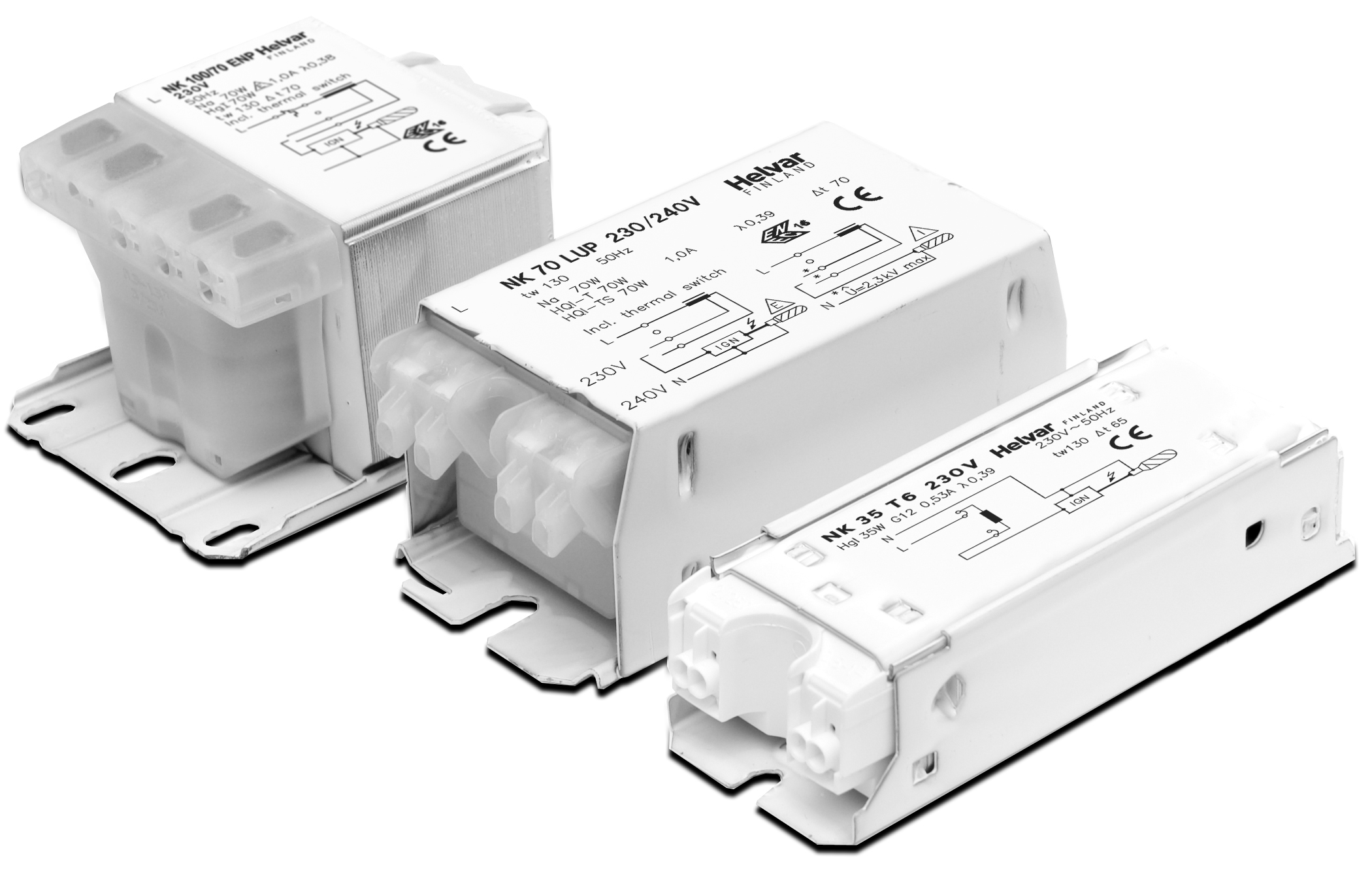
ПРА компании Helvar

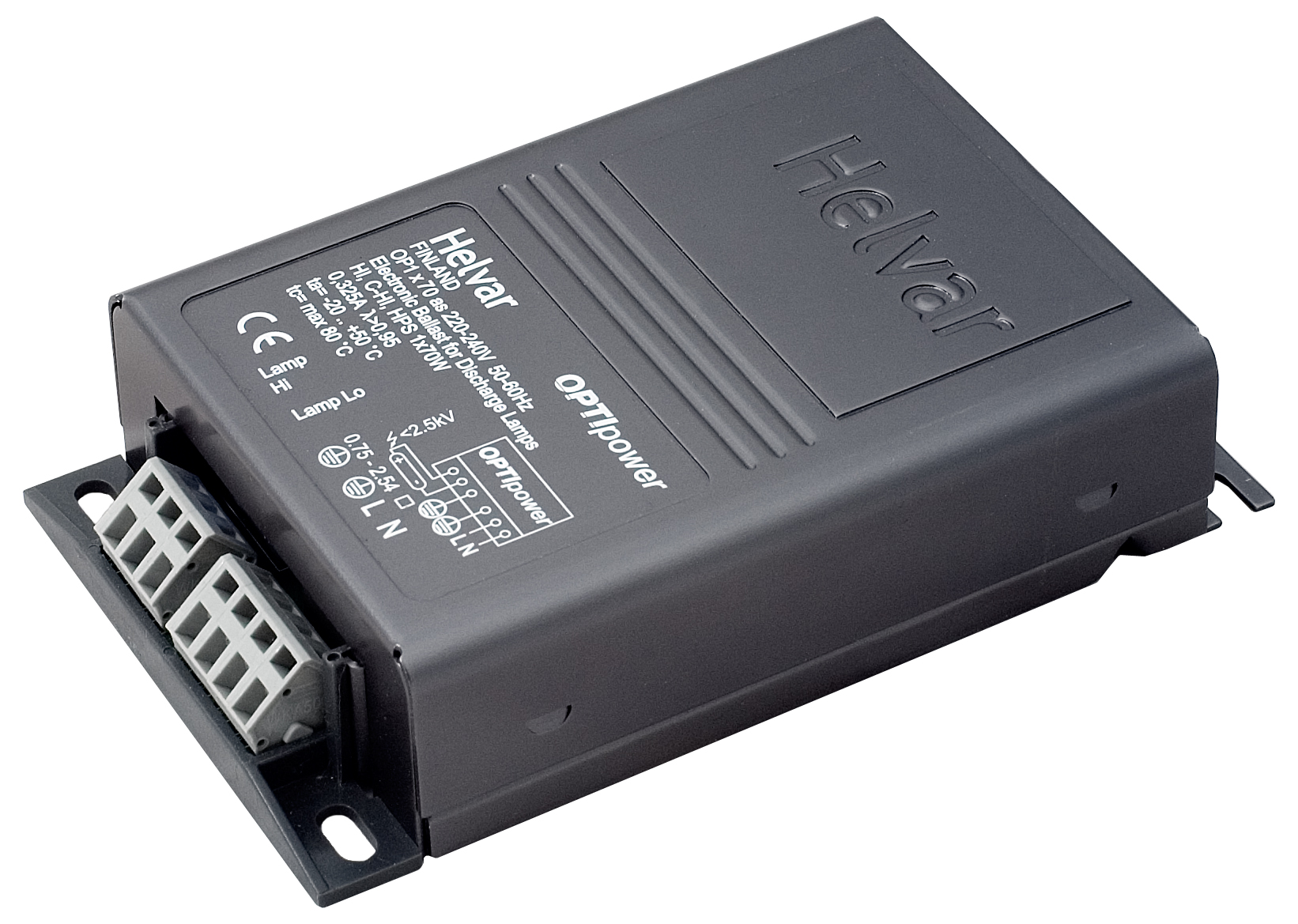
Электронные ПРА компании Helvar

Резкая зависимость тока МГЛ от напряжения на ней требует включения последовательно с лампой токоограничивающего элемента (ПРА). Большинство МГЛ предназначены для работы с серийными ПРА ламп ДРЛ соответствующей мощности (при отсутствии в колбе лампы специальных зажигающих устройств в таких схемах требуется установка ИЗУ). Существуют МГЛ для работы с ПРА как ДРЛ, так и ДНаТ. Также имеются ПРА специальных конструкций с повышающими автотрансформаторами или трансформаторами с повышенным магнитным рассеянием или со встроенным ИЗУ, совмещающие функции ограничения тока и стартового поджига лампы.
Крайне опасным для МГЛ является акустический резонанс (АР), возникающий при питании лампы переменным током некоторой частоты (в акустическом диапазоне). Причина возникновения АР заключается в том, что при изменении направления протекания тока, дуга гаснет и, при нарастании напряжения, загорается вновь. При этом, из-за резкого изменения давления в области разряда, возникает акустическая волна, которая отражается от стенок горелки. При некотором значении частоты, возникает явление резонанса. Частота АР зависит от геометрических размеров горелки лампы и скорости звука в ней (то есть от давления в данный момент). Последствиями акустического резонанса являются нестабильность горения лампы, самопроизвольное погасание и, в худшем случае, физическое разрушение горелки. Это явление затрудняет проектирование высокочастотных электронных ПРА для МГЛ. В качестве одного из методов борьбы с АР используется модуляция частоты случайным сигналом. Для ламп малой мощности успешно применяется питание выпрямленным (пульсирующим) током.
Кратковременные перебои в электроснабжении вызывают погасание МГЛ. К такому же исходу может привести сильная вибрация, особенно опасная для ламп с длинной дугой, работающих в горизонтальном положении. Для повторного зажигания МГЛ должна остыть, чтобы давление паров в ней, и, соответственно, напряжение пробоя РТ, снизились. Для освещения особо ответственных объектов, где перебои недопустимы, применяются ПРА быстрого перезажигания. В них зажигание горячей МГЛ достигается за счёт подачи более мощных зажигающих импульсов с амплитудой до 30 — 60 кВ. Такой режим существенно ускоряет разрушение электродов ламп, к тому же требует применения более качественной изоляции токоведущих частей, а потому используется редко.

## Цветовая температура горения
Первоначально МГЛ использовались вместо ртутных ламп в тех местах, где необходимо было создать свет, по своим характеристикам приближающийся к естественному, по причине того, что данные лампы излучают белый свет (ртутные лампы излучают свет с большой примесью синего света). Однако в настоящее время различие между спектрами данных типов ламп не столь значительно. Некоторые металлогалогеновые лампы могут излучать очень чистый белый дневной свет, имеющий индекс цветопередачи более 90.
МГЛ способны излучать свет с цветовой температурой в диапазоне от 2500 К (жёлтый свет) до 20 000 К (синий свет). Некоторые виды специальных ламп были созданы для излучения спектра, необходимого для растений (используются в теплицах, парниках и т. д) или животных (используются в освещении аквариумов). Однако следует учитывать то обстоятельство, что вследствие присутствия допусков и стандартных отклонений при фабричном производстве ламп, цветовые характеристики ламп не могут быть указаны со 100 % точностью. Более того, по стандартам ANSI цветовые характеристики металлогалогеновых ламп измеряются после 100 часов их горения (т. н. выдержка). Поэтому цветовые характеристики данных ламп не будут соответствовать заявленным в спецификации до тех пор, пока лампа не будет подвергнута данной выдержке.
Наиболее сильные расхождения с заявленными спецификационными данными имеют лампы с технологией пуска «предварительный прогрев» (±300 К). Выпущенные по новейшей технологии «импульсного старта» лампы улучшили соответствие заявленным характеристикам, вследствие чего расхождение составляет от 100 до 200 К. На цветовую температуру горения ламп могут влиять также электрические характеристики питающей сети, а также вследствие отклонений в самих лампах. В том случае, если подаваемое на лампу питание имеет недостаточную мощность, она будет иметь меньшую физическую температуру и её свет будет «холодным» (с большей примесью синего света, что будет делать их очень сходными с ртутными лампами). Данное явление происходит по причине того, что дуга с недостаточно высокой температурой не сможет полностью испарить и ионизировать ИД, которые и придают свету лампы тёплый оттенок (жёлтые и красные цвета), из-за чего в спектре лампы будет доминировать спектр легче ионизирующейся ртути. Это же явление наблюдается также во время прогрева лампы, когда колба лампы еще не достигла рабочей температуры и ИД ионизировались не полностью.
Для ламп, запитанных от чрезмерно высокого напряжения, верна обратная картина, но такая ситуация является более опасной, вследствие возможности взрыва внутренней колбы из-за её перегрева и возникновения в ней избыточного давления. Кроме того, при использовании металлогалогеновых ламп их цветовые характеристики часто меняются с течением времени. В больших осветительных установках с использованием металлогалогеновых ламп часто все лампы существенно различаются по цветовым характеристикам.

## Типы и их обозначения
Диапазон мощностей МГЛ начинается от десятков ватт и достигает 10 — 20 кВт. Наиболее массовыми являются лампы, используемые в ОУ наружного освещения (одноцокольные 70, 150, 250, 400, 1000, 2000 Вт и софитные 70 и 150 Вт).
Одноцокольные лампы обозначается аббревиатурой SE (single-ended), а двусторонний, соответственно, аббревиатурой DE (double-ended). Лампы с односторонним цоколем, как правило, вкручиваются в патрон при помощи имеющейся на цоколе резьбы (имеют так называемый цоколь Эдисона). Лампы с двусторонним цоколем необходимо вставлять в патроны, расположенные по обе стороны используемого светильника.
Конвекционные потоки металлогалогенидов в плазме дуги МГЛ зависят от направления силы тяжести и существенно влияют на распределение потока энергии, выходящей из горелки МГЛ.

 Поэтому металлогалогеновые лампы чувствительны к тому положению, в котором они установлены. Лампы рассчитаны только на работу в определенной ориентации. Однако лампы, помеченные маркировкой «universal», могут работать в любом положении, хотя при работе их не в вертикальном положении продолжительность срока службы и интенсивность излучаемого света будут снижаться. Для получения наилучших характеристик при эксплуатации лампы в том случае, если её ориентация известна заранее, необходимо выбирать не универсальную, а соответствующую данной позиции лампу.
Для обозначения рекомендованной ориентации лампы, в которой она должна работать, используются различные коды (напр., U = universal (универсальная), BH = base horizontal (горизонтальная), BUD = Base up/down (вертикальная) и т. д.). При использовании ламп в горизонтальной позиции лучше всего направлять носик внутренней колбы (т. н. ниппель) вверх.

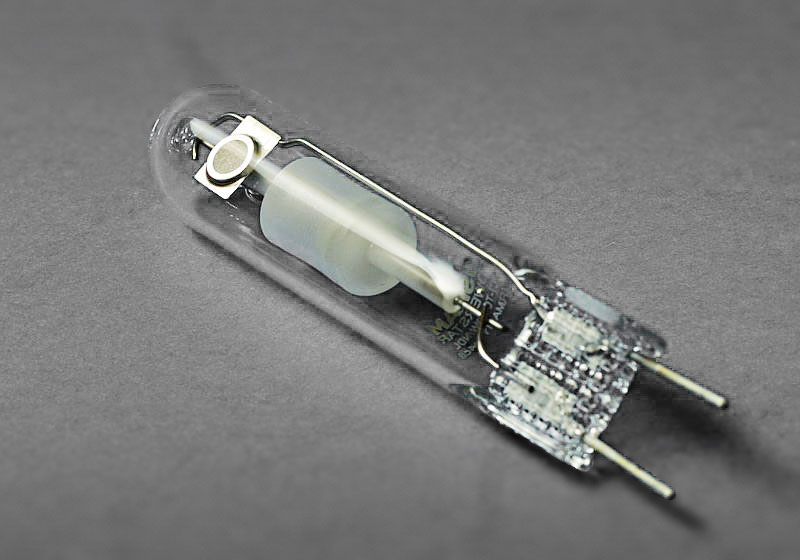
МГЛ компании Osram

В системе ANSI обозначение МГЛ начинается с буквы «M», за которой следует цифровая кодировка, обозначающая электрические характеристики лампы, а также соответствующий ей тип балласта (для обозначения ртутных разрядных ламп используется литера «H», а для обозначения натриевых ламп — литера «S»). После цифровой кодировки следуют две буквы, обозначающие размер лампы, её форму, а также тип покрытия и т. д., за исключением цвета. После данного обозначения производитель может по своему выбору добавить какие-либо цифровые или буквенные коды для отображения информации, не отображаемой системой обозначений ANSI, такой как мощность лампы и её цвет. Для выбора балласта важна только литера «M» и следующее за ним цифровая кодировка. Например, кодировка M59-PJ-400 в системе ANSI обозначает лампу, работающую только с балластами типа М59. Лампы европейских производителей выпускаются с использованием европейских стандартов, которые в некоторых случаях незначительно отличаются от стандартов ANSI.
Другим обозначением, часто встречающимся при выборе МГЛ, является аббревиатура HQI. Данная аббревиатура является торговой маркой фирмы OSRAM и обозначает особый тип ламп, производимый данной фирмой. Но со временем этой аббревиатурой стали называть МГЛ любого производителя, в том числе и с двухсторонним цоколем. Европейские МГЛ не соответствуют в точности стандартам ANSI и работают при других значениях тока и напряжения. В большинстве случаев прямой европейский аналог лампы для стандарта ANSI не может работать с американским ПРА, таким образом, для работы с данным типом ламп необходимо выбрать соответствующий ей балласт, обозначенный маркировкой HQI. Например, ПРА M80 и M81 также имеют обозначение HQI, и применяются с лампами мощностью 150 и 250 Вт соответственно.

## Колбы
Обозначение колб состоит из буквы/букв, указывающих на их форму, и цифрового кода, обозначающего в восьмых частях дюйма максимально возможный диаметр колбы. Например, маркировка E17 обозначает, что лампа имеет эллипсоидальную форму с максимальным диаметром 17/8 или 21/8 дюйма.
Буквенные обозначения колб: BT (Bulbous Tubular) — бульбовидно-трубчатая, E или ED (Ellipsoidal) — эллипсоидальная, ET (Ellipsoidal Tubular) — эллипсоидно-трубчатая, PAR (Parabolic) — параболическая, R (Reflector) — рефлекторная, T (Tubular) — трубчатая.